# Corazón indomable (álbum)
Corazón indomable es el cuarto álbum de estudio de Camela, fue lanzado en 1997 en España. Fue el primer álbum del grupo en alcanzar el N.1 en la lista AFYVE.

## Pistas
Todas las canciones escritas y compuestas por Miguel Ángel Cabrera Jiménez. 
| Corazón indomable |                         |          |  |
| N.º               | Título                  | Duración |  |
| 1.                | «Corazón indomable»     | 4:13     |  |
| 2.                | «¿Cómo le digo yo?»     | 4:03     |  |
| 3.                | «Amor imposible»        | 5:06     |  |
| 4.                | «No se si me quiere»    | 3:54     |  |
| 5.                | «No fue tu culpa»       | 3:00     |  |
| 6.                | «Pensando en ti»        | 4:14     |  |
| 7.                | «Te pido que le dejes»  | 4:03     |  |
| 8.                | «Llorando estoy por ti» | 3:58     |  |
| 9.                | «Sin ti no se vivir»    | 3:48     |  |
| 10.               | «Mi vida»               | 3:57     |  |
| 40:00             |                         |          |  |

## Posicionamiento
| Lista  | Proveedor  | Posición | Certificación | Ventas   |
| ------ | ---------- | -------- | ------------- | -------- |
| España | Promusicae | 1        | 4x Platino    | 400 000+ |